# FC Woking
Der FC Woking (offiziell: Woking Football Club) ist ein englischer Fußballverein aus Woking. Der im Jahr 1889 gegründete Verein verbrachte viele Jahre in der Isthmian League. Aktuell ist der Verein in der Conference National, in der fünfthöchsten Ligastufe, aktiv. Der Club ist auch als The Cardinals und The Cards bekannt.
Im Jahr 1992 stieg Woking in die Football Conference auf und gewann 1994, 1995 und 1997 die FA Trophy.
In seiner Geschichte hat der Verein einige bedeutende Spieler hervorgebracht, wie Scott Smith (neuseeländischer Nationalspieler von 1998 bis 2003), Nassim Akrour (algerischer Nationalspieler von 2001 bis 2004), Malik Buari (spielte beim FC Fulham), Kevin Betsy (spielte ebenfalls beim FC Fulham), Ian Selley (spielte beim FC Arsenal) und Clive Walker (beendete seine Karriere bei Woking, spielte auch beim FC Chelsea).

## Ehemalige Spieler
- Peter Bonetti
- Terry McFlynn
- Clive Walker
- Tim Buzaglo
- Laurence Batty
- Kevan Brown
- Tom Jones
- Scott Steele
- Neil Smith
- Adriano Basso
- Nassim Akrour
- Kevin Betsy
- Darryl Flahavan
- Lenny Pidgeley
- Evelyn Lintott
- Ronnie Rooke
- Scott Smith
- Ian Selley

## Titel und Erfolge
- Conference South: 2012
- FA Trophy: 1994, 1995, 1997
- FA Amateur Cup: 1958
- Football-Conference-Zweitplatzierter: 1995, 1996
- Isthmian League: 1957, 1992
- Isthmian League Cup: 1991
- Isthmian Charity Shield: 1992, 1993
- FA Cup: 4. Runde 1991
- Surrey Senior Cup: 1913, 1927, 1955, 1956, 1971, 1991, 1994, 1996, 2000, 2004
- Conference League Cup: 2005
- Vauxhall Championship Shield: 1995